# Franz Springer (Komponist)
Franz Springer (* 22. Dezember 1881 in Schwendi; † 23. Juni 1950 in Stuttgart) war ein deutscher Komponist und Dirigent.
Als Schüler in der Klosterschule der Benediktiner in Prag erhielt er gründlichen Musikunterricht. Vor dem Ersten Weltkrieg lebte er zeitweise in der Schweiz und wirkte dort in verschiedenen Blasorchestern mit. Später ließ er sich wieder in Stuttgart nieder. Nach dem Zweiten Weltkrieg dirigierte er den Musikverein Uhlbach. Seine Kompositionen für Blasorchester erfreuten sich großer Beliebtheit und wurden außerordentlich viel gespielt.

## Werke

### Werke für Blasorchester
- 1929 Elektra Ouvertüre
- 1929 Frühlings-Fantasie
- 1933/1934 Medea Ouvertüre
- 1935 Kleine Konzert-Ouvertüre
- Danuvius
- Maskenzug
- Ouvertüre fantastique - Fantastische Ouvertüre
- Rautendelein Ouvertüre
- St. Hubertus Jagdouvertüre
- Südliche Impressionen